# Ломбардия (винодельческий регион)

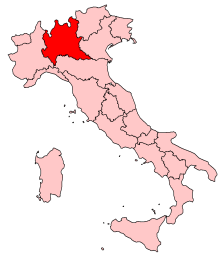
Ломбардия

Среди ломбардийских вин наибольшей известностью пользуются игристые вина, производимые в регионах Франчакорта и Ольтрепо-Павезе. Также в Ломбардди производятся неигристые красные, белые и розовые вина из разных сортов винограда, например, Неббиоло, Треббиано ди Лугана, Шардоне, Пино блан, Пино нуар, Мерло. В настоящий момент в провинции находятся 5 хозяйств, имеющих статус D.O.C.G., 19 — D.O.C., и 13 — I.G.T.. Ежегодный объем производства вина составляет примерно 1,1 млн гектолитров.

## История
Виноделие зародилось в Ломбардии — в долине реки По — еще во времена древнегреческих колонистов. Археологические находки свидетельствуют, что поселенцы вели торговлю вином с этрусками в районе современной Тосканы. Позднее в XIX веке итальянский энолог Джованни Баттиста Черлетти написал книгу про итальянские вина, рассчитанную на французскую аудиторию. Касательно Ломбардии он отмечал, что в Вальтеллине до сих пор придерживаются греческих традиций виноделия, а жители Милана всем винам предпочитают вино из Ольтрепо-Павезе.

## Климат и природные условия
Ландшафт и климатические условия Ломбардии варьируются, однако в целом региону свойственен континентальный климат. Среди факторов, его формирующих, можно отметить близость к Альпам, реку По, протекающую через область Ольтрепо-Павезе, а также обилие озер.

## Винодельческие области

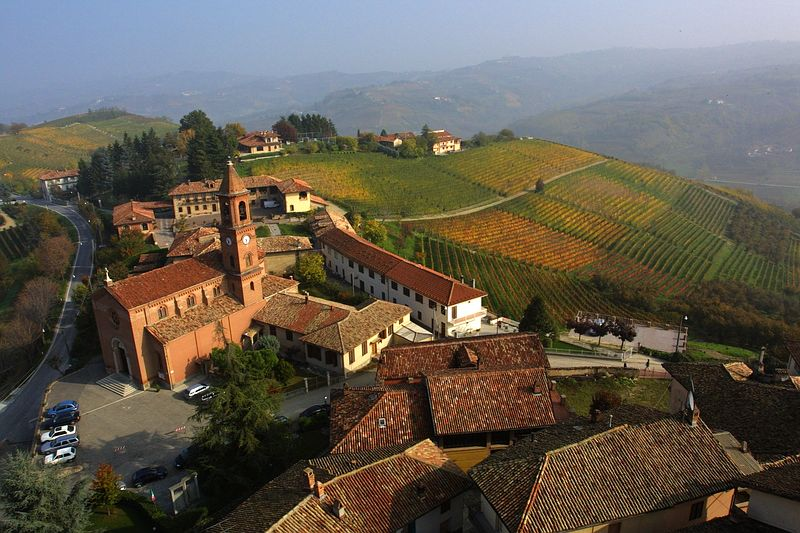
Виноградники на севере Италии

В Ломбардии выделяют 13 основных винодельческих областей (с севера на юг):
- Вальтеллина — в долине реки Адда
- Гарда Брешиано
- Валькалепио
- Франчакорта
- Челлатика
- Боттичино
- Каприано-дель-Колле
- Сан-Мартино-делла-Батталья
- Лугана
- Гарда Колли Мантовани
- Сан-Коломбано-аль-Ламбро
- Ламбруско-Мантовано
- Ольтрепо-Павезе

## Вина
В Ломбардии производится 5 сортов вина категории DOCG и 19 сортов категории DOC.